# Tiristor
Tiristor je poluvodički elektronički element koji ima svojstvo okidne sklopke jer prelazi u vodljivo stanje kada se na upravljačku elektrodu dovede impuls struje i to stanje održava sve dok je struja tereta dovoljno velika.
U uobičajenom značenju to je tzv. reverzno blokirajući tiristor koji može poslužiti i kao ispravljač, pa od toga dolazi engleski naziv Silicon Controlled Rectifier.
U širem smislu se u tiristore ubrajaju svi poluvodički elementi koji vodljivo stanje održavaju pomoću unutarnje regeneracije (pozitivne povratne veze), kao npr. trijak i Shockleyeva dioda.
Za to su potrebna barem četiri sloja poluvodiča da bi se postigla struktura koja se može prikazati kao dva komplementarna tranzistora povezana međusobno bazama na kolektore.
Kako faktor strujnog pojačanja tranzistora ovisi o struji kolektora, postoji vrijednost struje iznad koje takva struktura sama sebe održava u vodljivom stanju, a da bi se dovela u vodljivo stanje potrebno je dovesti struju na jednu od baza, povećati napon iznad probojne vrijednosti ili ga povećavati dovoljno velikom brzinom.